# Deuxième ligne (rugby à XIII)
Ne doit pas être confondu avec Deuxième ligne (rugby à XV).
Le deuxième ligne  (en anglais : lock ou second row) est un poste de rugby à XIII. On trouve deux deuxième ligne dans une équipe : les numéros 11 et 12. Ce sont traditionnellement les plus grands joueurs de l'équipe, en tout cas ils sont  généralement plus grands que les centres.
| \| \| 8 Pilier \| \| 9 Talonneur \| \| 10 Pilier \| \| \| \| \| \| 11 Deuxième ligne \| \| 12 Deuxième ligne \| \| \| \| \| \| \| \| 13 Troisième ligne \| \| \| \| \| \| \| \| \| \| \| \| \| \| \| \| \| \| 7 Demi de mêlée \| \| \| \| \| \| \| \| \| \| 6 Demi d'ouverture \| \| \| \| \| \| \| 4 Centre gauche \| \| 3 Centre droit \| \| \| \| \| \| 5 Ailier gauche \| \| \| \| 2 Ailier droit \| \| \| \| \| \| \| 1 Arrière \| \| \| \| \| |                 |                   |                    |                    |                |  |  |
| | 8 Pilier        |                   | 9 Talonneur        |                    | 10 Pilier      |  |  |
| |                 | 11 Deuxième ligne |                    | 12 Deuxième ligne  |                |  |  |
| |                 |                   | 13 Troisième ligne |                    |                |  |  |
| |                 |                   |                    |                    |                |  |  |
| |                 |                   | 7 Demi de mêlée    |                    |                |  |  |
| |                 |                   |                    | 6 Demi d'ouverture |                |  |  |
| |                 | 4 Centre gauche   |                    | 3 Centre droit     |                |  |  |
| | 5 Ailier gauche |                   |                    |                    | 2 Ailier droit |  |  |
| |                 |                   | 1 Arrière          |                    |                |  |  |

## Description du poste
Le poste de deuxième ligne a beaucoup évolué depuis la scission du rugby à XIII avec le rugby à XV. 
Ceci en raison de la mêlée qui se joue différemment en rugby à XIII, et le fait que la touche se joue sous forme de mêlée fermée dans cette forme de rugby.
Aujourd'hui, on considère que ce poste s'apparente plus à celui de pilier, mais un pilier qui jouerait avec plus de champ, capable d'attaquer ou de défendre à la manière d'un centre.
Ce qui implique que les joueurs candidats à ce poste doivent être capables d'être également rapides. 
C'est donc un poste assez valorisant pour les joueurs qui, dans cette forme de rugby,  ne sont pas spécialisés à des tâches réputées « ingrates » et demeurent en position de marquer un nombre appréciable d'essais.

## Joueurs emblématiques
Voici une liste non exhaustive de joueurs de joueurs ayant marqué ou marquant leur poste, selon la littérature ou les médias «  treizistes ».
- Jon Wilkin